# ییکیلگان (آماسیه)
ییکیلگان (به ترکی استانبولی: Yıkılgan) یک منطقهٔ مسکونی در ترکیه است که در آماسیه واقع شده‌است.